# Fair Complex/Hillsboro Airport megállóhely
Fair Complex/Hillsboro Airport megállóhely a Metropolitan Area Express kék vonalának, valamint a TriMet 46-os autóbuszának megállója az Oregon állambeli Hillsboroban, a vásár és a repülőtér, az évenkénti légi-bemutató helyszínének közelében.

## Történet
A kék vonal Westside szakaszának kivitelezése 1993-ban kezdődött; az OTAK Inc. által tervezett megálló 1998 augusztusában lett kész. A járatok végül szeptember 12-én indultak el. A megálló 2001 áprilisában egy gázolásos haláleset, 2004 júniusában pedig egy meghiúsult rablás színhelye volt, ahol a rabló nem tudta elsütni fegyverét. 2007-ben bejelentették, hogy a vásártéren egy kiállítóteret létesítenek, amelyet a villamosmegállóval köztér fog összekötni. 2011 márciusában szövetségi támogatással 10 megállóban térfigyelő rendszert építettek ki, köztük itt is.

## Kialakítása
A peronok az északkeleti Cornell úttól délre, az északnyugati 34. sugárúton, a megyei vásárral szemben, a repülőtértől közvetlenül délre találhatóak. Az OTAK Inc. által tervezett megállóban 2 forgalmi- és egy tartalékvágány van, melyet vonatok tárolására, illetve vásártéri események, valamint a légi-bemutató esetén használnak. A megálló akadálymentesített, nyílt- és zárt kerékpártárolókkal is felszerelt, illetve az év bizonyos időszakaiban büfé is működik itt.

## Műtárgyak

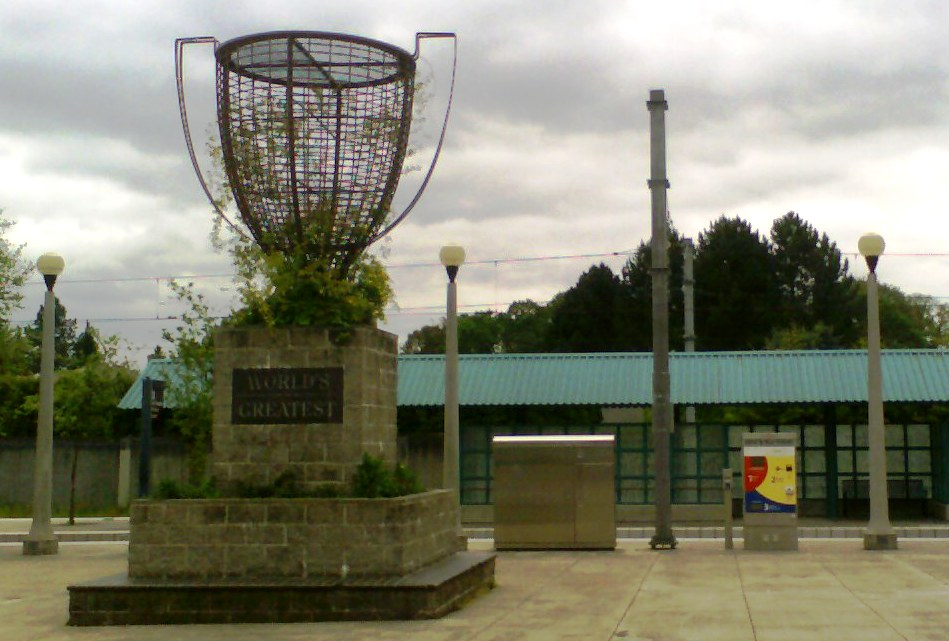
A trófea

A megálló legjellegzetesebb elemei a Glen Geller és Curt Oliver tervei által készült szélkakasok, melyek öt, 61 centiméter szárnyfesztávolságú repülőgépet ábrázolnak. A modellek mindegyike valós típusokon (Longster III, Gelatine léghajó, George Yates Geodetic, Curtiss Pusher és Van’s Aircraft RV-3) alapul. A megállóban található még egy betontalapzatra helyezett, borostyánnal befuttatott, fémhuzalokból készült trófea („World’s Greatest”), amely Bill Will munkája. A szélfogók üvegeibe a vásárra emlékeztető fotókat martak.
| Előző állomás                                                |  | Metropolitan Area Express |  | Következő állomás                         |
| ------------------------------------------------------------ |  | ------------------------- |  | ----------------------------------------- |
| Washington/SE 12th Avetovább Hatfield Government Center felé |  | Kék vonal                 |  | Hawthorn Farmtovább Cleveland Avenue felé |

## Autóbuszok
- 46 – North Hillsboro (Hillsboro Central/SE 3rd Ave Transit Center◄►Dawson Creek Drive)[13]

## Fordítás
- Ez a szócikk részben vagy egészben  a   Fair Complex/Hillsboro Airport MAX Station című angol Wikipédia-szócikk ezen változatának fordításán alapul.  Az eredeti cikk szerkesztőit annak laptörténete sorolja fel. Ez a jelzés csupán a megfogalmazás eredetét és a szerzői jogokat jelzi, nem szolgál a cikkben szereplő információk forrásmegjelöléseként.